# Finales de la ABA de 1976
Las Finales de la ABA de 1976 fueron las últimas que se disputaron antes de la desaparición de la liga. Fueron las series definitivas de los playoffs de 1976 y suponían la conclusión de la temporada 1975-76 de la ABA, con victoria de New York Nets sobre Denver Nuggets. En la pista hubo 3 jugadores que pasarían a formar parte del Basketball Hall of Fame, Julius Erving de los Nets y Dan Issel y David Thompson de los Nuggets, mientras que en los banquillos estaba Larry Brown, elegido en 2002.

## Resumen
| Partido | Fecha      | Equipo local | Resultado | Equipo visitante |
| ------- | ---------- | ------------ | --------- | ---------------- |
| 1       | 1 de mayo  | Denver       | 118-120   | New York         |
| 2       | 4 de mayo  | Denver       | 127-121   | New York         |
| 3       | 6 de mayo  | New York     | 117-111   | Denver           |
| 4       | 8 de mayo  | New York     | 121-112   | Denver           |
| 5       | 11 de mayo | Denver       | 118-110   | New York         |
| 6       | 13 de mayo | New York     | 112-106   | Denver           |

Nets gana las series 4-2

## Enfrentamientos en temporada regular
Durante la temporada regular, los Nets y los Nuggets se vieron las caras en 14 ocasiones, jugando 7 encuentros en el Nassau Veterans Memorial Coliseum y otros 7 en el McNichols Sports Arena, con cinco victorias para los Nets por nueve de los Nuggets.